# Ikechukwu Mbadugha
Ikechukwu Mbadugha (né le 27 mai 1966) est un athlète nigérian, spécialiste du 110 m haies.

## Biographie
Il remporte la médaille d'or du 110 m haies lors des championnats d'Afrique 1989, à Lagos au Nigeria, dans le temps de 14 s 16, et se classe par ailleurs deuxième de l'édition 1985.

### Palmarès
| Date | Compétition            | Lieu     | Résultat | Épreuve     | Performance |
| ---- | ---------------------- | -------- | -------- | ----------- | ----------- |
| 1985 | Championnats d'Afrique | Le Caire | 2e       | 110 m haies | 14 s 47     |
| 1989 | Championnats d'Afrique | Lagos    | 1er      | 110 m haies | 14 s 16     |

### Records
| Épreuve     | Performance | Lieu  | Date          |
| ----------- | ----------- | ----- | ------------- |
| 110 m haies | 13 s 85     | Azusa | 15 avril 1989 |